# Heróis de Mucaba
Heróis de Mucaba, ou Espirito Santo, é um bairro angolano da cidade de Moçâmedes‎, a capital da província de Namibe.